# Bryodelphax brevidentatus
Espèce
Bryodelphax brevidentatus est une espèce de tardigrades de la famille des Echiniscidae. 

## Distribution
Cette espèce est endémique du Sichuan en Chine.

## Publication originale
- Kaczmarek, Michalczyk & Degma, 2005 : A new species of Tardigrada Bryodelphax brevidentatus sp. nov. (Heterotardigrada: Echiniscidae) from China (Asia). Zootaxa, no 1080, p. 33-38.